# Lista de participantes do Campeonato Mundial de Ciclismo em Pista de 2015
Esta é uma lista de participantes do Campeonato Mundial de Ciclismo em Pista de 2015, que foi realizado no Vélodrome de Saint-Quentin-en-Yvelines, em Saint-Quentin-en-Yvelines, na França nos dias 18 e 22 de fevereiro de 2015. Note que nem todos os ciclistas competiram no campeonato ou que tenham competido em todos os eventos registrados.

## Masculino
| Ordem | Ciclista                         | Representando             | Prova(s)                                               | Data de nascimento (idade)      |
| ----- | -------------------------------- | ------------------------- | ------------------------------------------------------ | ------------------------------- |
| 111   | Mauro Agostini                   | Predefinição:FlagUCITrack | Perseguição por equipes                                | outubro 18, de 1989 (25 anos)   |
| 112   | Adrian Ezequiel Richeze          | Predefinição:FlagUCITrack |                                                        | abril 29, de 1989 (25 anos)     |
| 113   | Mauro Abel Richeze               | Predefinição:FlagUCITrack |                                                        | dezembro 7, de 1985 (29 anos)   |
| 114   | Maximiliano Ariel Richeze        | Predefinição:FlagUCITrack | Perseguição por equipes                                | março 7, de 1983 (31 anos)      |
| 115   | Eduardo Sepulveda                | Predefinição:FlagUCITrack | Perseguição por equipes                                | junho 13, de 1991 (23 anos)     |
| 116   | Sebastian Martin Junior Trillini | Predefinição:FlagUCITrack | Perseguição por equipes                                | abril 16, de 1994 (20 anos)     |
| 117   | Jack Bobridge                    | Predefinição:FlagUCITrack | Perseguição individual Perseguição por equipes madison | julho 13, de 1989 (25 anos)     |
| 118   | Luke Davison                     | Predefinição:FlagUCITrack | team pursuit                                           | maio 8, de 1990 (24 anos)       |
| 119   | Alexander Edmondson              | Predefinição:FlagUCITrack | individual pursuit team pursuit                        | dezembro 22, de 1993 (21 anos)  |
| 120   | Matthew Glaetzer                 | Predefinição:FlagUCITrack | sprint team sprint keirin                              | agosto 24, de 1992 (22 anos)    |
| 121   | Nathan Hart                      | Predefinição:FlagUCITrack | team sprint                                            | abril 3, de 1993 (21 anos)      |
| 1     | Scott Law                        | Predefinição:FlagUCITrack | scratch points race madison                            | março 9, de 1991 (23 anos)      |
| 122   | Peter Lewis                      | Predefinição:FlagUCITrack | sprint                                                 | fevereiro 1, de 1990 (25 anos)  |
| 123   | Mitchell Mulhern                 | Predefinição:FlagUCITrack | team pursuit                                           | janeiro 22, de 1991 (24 anos)   |
| 2     | Glenn O'Shea                     | Predefinição:FlagUCITrack | madison omnium                                         | junho 14, de 1989 (25 anos)     |
| 124   | Shane Perkins                    | Predefinição:FlagUCITrack | team sprint keirin                                     | dezembro 30, de 1986 (28 anos)  |
| 125   | Jacob Schmid                     | Predefinição:FlagUCITrack | sprint keirin                                          | janeiro 18, de 1994 (21 anos)   |
| 126   | Miles Scotson                    | Predefinição:FlagUCITrack | individual pursuit team pursuit madison                | janeiro 18, de 1994 (21 anos)   |
| 60    | Andreas Graf                     | Predefinição:FlagUCITrack | points race madison                                    | agosto 7, de 1985 (29 anos)     |
| 134   | Andreas Mueller                  | Predefinição:FlagUCITrack | scratch madison                                        | novembro 25, de 1979 (35 anos)  |
| 135   | Dominique Cornu                  | Predefinição:FlagUCITrack | individual pursuit team pursuit                        | outubro 10, de 1985 (29 anos)   |
| 4     | Jasper De Buyst                  | Predefinição:FlagUCITrack | team pursuit madison omnium                            | novembro 24, de 1993 (21 anos)  |
| 61    | Moreno De Pauw                   | Predefinição:FlagUCITrack | team pursuit points race madison                       | agosto 12, de 1991 (23 anos)    |
| 136   | Jonathan Dufrasne                | Predefinição:FlagUCITrack | team pursuit                                           | agosto 2, de 1987 (27 anos)     |
| 62    | Otto Vergaerde                   | Predefinição:FlagUCITrack | scratch madison                                        | julho 15, de 1994 (20 anos)     |
| 64    | Aleh Ahiyevich                   | Predefinição:FlagUCITrack | individual pursuit                                     | junho 28, de 1993 (21 anos)     |
| 137   | Yauheni Akhramenka               | Predefinição:FlagUCITrack | team pursuit                                           | junho 30, de 1995 (19 anos)     |
| 65    | Raman Ramanau                    | Predefinição:FlagUCITrack | team pursuit points race                               | julho 3, de 1994 (20 anos)      |
| 138   | Hardzei Tsishchanka              | Predefinição:FlagUCITrack | scratch team pursuit                                   | agosto 16, de 1995 (19 anos)    |
| 7     | Raman Tsishkou                   | Predefinição:FlagUCITrack | team pursuit omnium                                    | dezembro 2, de 1994 (20 anos)   |
| 143   | Flavio Cipriano                  | Predefinição:FlagUCITrack | sprint team sprint                                     | janeiro 24, de 1990 (25 anos)   |
| 144   | Kacio Freitas                    | Predefinição:FlagUCITrack | team sprint                                            | maio 13, de 1994 (20 anos)      |
| 9     | Gideoni Monteiro                 | Predefinição:FlagUCITrack | omnium                                                 | setembro 2, de 1989 (25 anos)   |
| 145   | Hugo Osteti                      | Predefinição:FlagUCITrack | team sprint                                            | outubro 25, de 1993 (21 anos)   |
| 146   | Hugo Barrette                    | Predefinição:FlagUCITrack | sprint team sprint keirin                              | julho 4, de 1991 (23 anos)      |
| 147   | Evan Carey                       | Predefinição:FlagUCITrack | team sprint                                            | março 29, de 1994 (20 anos)     |
| 148   | Joseph Veloce                    | Predefinição:FlagUCITrack | sprint team sprint keirin                              | abril 23, de 1989 (25 anos)     |
| 156   | Saifei Bao                       | Predefinição:FlagUCITrack | team sprint                                            | setembro 26, de 1989 (25 anos)  |
| 157   | Yang Fan                         | Predefinição:FlagUCITrack | team pursuit                                           | janeiro 3, de 1990 (25 anos)    |
| 158   | Ke Hu                            | Predefinição:FlagUCITrack | team sprint                                            | outubro 16, de 1988 (26 anos)   |
| 10    | Hao Liu                          | Predefinição:FlagUCITrack | team pursuit omnium                                    | novembro 7, de 1988 (26 anos)   |
| 159   | Wei Liu                          | Predefinição:FlagUCITrack |                                                        | outubro 26, de 1990 (24 anos)   |
| 160   | Chenlu Qin                       | Predefinição:FlagUCITrack | team pursuit                                           | outubro 24, de 1992 (22 anos)   |
| 161   | Pingan Shen                      | Predefinição:FlagUCITrack | team pursuit                                           | abril 20, de 1994 (20 anos)     |
| 162   | Chao Xu                          | Predefinição:FlagUCITrack | sprint team sprint                                     | novembro 5, de 1994 (20 anos)   |
| 171   | Juan Esteban Arango Carvajal     | Predefinição:FlagUCITrack | team pursuit madison                                   | outubro 9, de 1986 (28 anos)    |
| 67    | Edwin Alcibiades Avila Vanegas   | Predefinição:FlagUCITrack | team pursuit points race madison                       | novembro 21, de 1989 (25 anos)  |
| 12    | Fernando Gaviria Rendon          | Predefinição:FlagUCITrack | team pursuit omnium                                    | agosto 19, de 1994 (20 anos)    |
| 172   | Ruben Dario Murillo Minota       | Predefinição:FlagUCITrack | team sprint                                            | janeiro 29, de 1990 (25 anos)   |
| 173   | Anderson Parra                   | Predefinição:FlagUCITrack | sprint 1 km time trial team sprint keirin              | outubro 18, de 1989 (25 anos)   |
| 174   | Jordan Parra                     | Predefinição:FlagUCITrack | madison                                                | abril 19, de 1994 (20 anos)     |
| 175   | Fabian Hernando Puerta Zapata    | Predefinição:FlagUCITrack | sprint 1 km time trial keirin                          | julho 12, de 1991 (23 anos)     |
| 176   | Weimar Alfonso Roldan Ortiz      | Predefinição:FlagUCITrack | team pursuit madison                                   | maio 17, de 1985 (29 anos)      |
| 177   | Julian Suarez                    | Predefinição:FlagUCITrack | team sprint                                            | novembro 15, de 1991 (23 anos)  |
| 186   | Tomas Babek                      | Predefinição:FlagUCITrack | 1 km time trial                                        | junho 4, de 1987 (27 anos)      |
| 70    | Martin Blaha                     | Predefinição:FlagUCITrack | madison                                                | setembro 12, de 1977 (37 anos)  |
| 71    | Vojtech Hacecky                  | Predefinição:FlagUCITrack | points race madison                                    | março 29, de 1987 (27 anos)     |
| 72    | Jiri Hochmann                    | Predefinição:FlagUCITrack | scratch madison                                        | outubro 1, de 1986 (28 anos)    |
| 187   | Pavel Kelemen                    | Predefinição:FlagUCITrack | sprint                                                 | maio 28, de 1991 (23 anos)      |
| 188   | Adam Ptacnik                     | Predefinição:FlagUCITrack | sprint                                                 | dezembro 4, de 1985 (29 anos)   |
| 189   | Robin Wagner                     | Predefinição:FlagUCITrack | 1 km time trial                                        | fevereiro 8, de 1993 (22 anos)  |
| 190   | Daniel Hartvig                   | Predefinição:FlagUCITrack | team pursuit                                           | agosto 4, de 1996 (18 anos)     |
| 191   | Anders Holm                      | Predefinição:FlagUCITrack | team pursuit                                           | agosto 13, de 1978 (36 anos)    |
| 16    | Casper Pedersen                  | Predefinição:FlagUCITrack | omnium                                                 | março 15, de 1996 (18 anos)     |
| 192   | Rasmus Christian Quaade          | Predefinição:FlagUCITrack | team pursuit                                           | janeiro 7, de 1990 (25 anos)    |
| 17    | Casper Von Folsach               | Predefinição:FlagUCITrack | team pursuit                                           | março 30, de 1993 (21 anos)     |
| 193   | Sergio Aliaga Chivite            | Predefinição:FlagUCITrack | team sprint                                            | outubro 26, de 1991 (23 anos)   |
| 19    | Unai Elorriaga Zubiaur           | Predefinição:FlagUCITrack | team pursuit omnium                                    | junho 22, de 1980 (34 anos)     |
| 194   | Sebastian Mora Vedri             | Predefinição:FlagUCITrack | individual pursuit                                     | fevereiro 19, de 1988 (26 anos) |
| 195   | Jose Moreno Sanchez              | Predefinição:FlagUCITrack | sprint 1 km time trial team sprint                     | novembro 18, de 1993 (21 anos)  |
| 196   | David Muntaner Juaneda           | Predefinição:FlagUCITrack | madison                                                | julho 12, de 1983 (31 anos)     |
| 197   | Juan Peralta Gascon              | Predefinição:FlagUCITrack | sprint team sprint                                     | maio 17, de 1990 (24 anos)      |
| 73    | Eloy Teruel Rovira               | Predefinição:FlagUCITrack | team pursuit points race                               | novembro 20, de 1982 (32 anos)  |
| 198   | Albert Torres Barcelo            | Predefinição:FlagUCITrack | scratch team pursuit madison                           | abril 26, de 1990 (24 anos)     |
| 199   | Illart Zuazubiskar Gallastegi    | Predefinição:FlagUCITrack | team pursuit                                           | fevereiro 18, de 1990 (25 anos) |
| 205   | Gregory Bauge                    | Predefinição:FlagUCITrack | sprint team sprint                                     | janeiro 31, de 1985 (30 anos)   |
| 21    | Thomas Boudat                    | Predefinição:FlagUCITrack | madison omnium                                         | fevereiro 24, de 1994 (20 anos) |
| 206   | Bryan Coquard                    | Predefinição:FlagUCITrack | team pursuit madison                                   | abril 25, de 1992 (22 anos)     |
| 207   | Michael D'Almeida                | Predefinição:FlagUCITrack | sprint 1 km time trial team sprint keirin              | setembro 3, de 1987 (27 anos)   |
| 208   | Julien Duval                     | Predefinição:FlagUCITrack | team pursuit                                           | maio 27, de 1990 (24 anos)      |
| 209   | Damien Gaudin                    | Predefinição:FlagUCITrack | team pursuit                                           | agosto 20, de 1986 (28 anos)    |
| 74    | Morgan Kneisky                   | Predefinição:FlagUCITrack | scratch madison                                        | agosto 31, de 1987 (27 anos)    |
| 210   | Quentin Lafargue                 | Predefinição:FlagUCITrack | sprint 1 km time trial                                 | novembro 17, de 1990 (24 anos)  |
| 211   | Julien Morice                    | Predefinição:FlagUCITrack | individual pursuit team pursuit                        | julho 20, de 1991 (23 anos)     |
| 212   | Francois Pervis                  | Predefinição:FlagUCITrack | sprint 1 km time trial keirin                          | outubro 16, de 1984 (30 anos)   |
| 213   | Kevin Sireau                     | Predefinição:FlagUCITrack | team sprint                                            | abril 18, de 1987 (27 anos)     |
| 22    | Benjamin Thomas                  | Predefinição:FlagUCITrack | points race madison                                    | setembro 12, de 1995 (19 anos)  |
| 219   | Steven Burke                     | Predefinição:FlagUCITrack | team pursuit                                           | março 4, de 1988 (26 anos)      |
| 76    | Mark Christian                   | Predefinição:FlagUCITrack | points race madison                                    | novembro 20, de 1990 (24 anos)  |
| 25    | Edward Clancy                    | Predefinição:FlagUCITrack | team pursuit                                           | março 12, de 1985 (29 anos)     |
| 26    | Jonathan Dibben                  | Predefinição:FlagUCITrack | madison omnium                                         | fevereiro 12, de 1994 (21 anos) |
| 220   | Owain Doull                      | Predefinição:FlagUCITrack | team pursuit madison                                   | maio 2, de 1993 (21 anos)       |
| 221   | Kian Emadi                       | Predefinição:FlagUCITrack | 1 km time trial                                        | julho 29, de 1992 (22 anos)     |
| 77    | Matthew Gibson                   | Predefinição:FlagUCITrack | scratch                                                | setembro 2, de 1996 (18 anos)   |
| 222   | Philip Hindes                    | Predefinição:FlagUCITrack | team sprint                                            | setembro 22, de 1992 (22 anos)  |
| 223   | Jason Kenny                      | Predefinição:FlagUCITrack | sprint team sprint keirin                              | março 23, de 1988 (26 anos)     |
| 224   | Callum Skinner                   | Predefinição:FlagUCITrack | sprint 1 km time trial team sprint                     | agosto 20, de 1992 (22 anos)    |
| 225   | Andrew Tennant                   | Predefinição:FlagUCITrack | individual pursuit team pursuit                        | março 9, de 1987 (27 anos)      |
| 29    | Maximilian Beyer                 | Predefinição:FlagUCITrack | points race                                            | dezembro 28, de 1993 (21 anos)  |
| 232   | Stefan Boetticher                | Predefinição:FlagUCITrack | sprint keirin                                          | fevereiro 1, de 1992 (23 anos)  |
| 233   | Henning Bommel                   | Predefinição:FlagUCITrack | team pursuit madison                                   | fevereiro 23, de 1983 (31 anos) |
| 234   | Joachim Eilers                   | Predefinição:FlagUCITrack | 1 km time trial team sprint keirin                     | abril 2, de 1990 (24 anos)      |
| 235   | Rene Enders                      | Predefinição:FlagUCITrack | team sprint                                            | fevereiro 13, de 1987 (28 anos) |
| 236   | Eric Engler                      | Predefinição:FlagUCITrack | 1 km time trial                                        | setembro 21, de 1991 (23 anos)  |
| 237   | Robert Foerstemann               | Predefinição:FlagUCITrack | sprint team sprint keirin                              | março 5, de 1986 (28 anos)      |
| 238   | Maximilian Levy                  | Predefinição:FlagUCITrack | keirin                                                 | junho 26, de 1987 (27 anos)     |
| 30    | Lucas Liss                       | Predefinição:FlagUCITrack | scratch omnium                                         | janeiro 12, de 1992 (23 anos)   |
| 78    | Theo Reinhardt                   | Predefinição:FlagUCITrack | team pursuit madison                                   | setembro 17, de 1990 (24 anos)  |
| 239   | Nils Schomber                    | Predefinição:FlagUCITrack |                                                        | março 15, de 1994 (20 anos)     |
| 240   | Kersten Thiele                   | Predefinição:FlagUCITrack | individual pursuit team pursuit                        | setembro 29, de 1992 (22 anos)  |
| 241   | Domenic Weinstein                | Predefinição:FlagUCITrack | team pursuit                                           | agosto 27, de 1994 (20 anos)    |
| 32    | Ioannis Spanopoulos              | Predefinição:FlagUCITrack | omnium                                                 | maio 20, de 1993 (21 anos)      |
| 247   | Christos Volikakis               | Predefinição:FlagUCITrack | keirin                                                 | março 25, de 1988 (26 anos)     |
| 81    | King Lok Cheung                  | Predefinição:FlagUCITrack | scratch individual pursuit points race madison         | fevereiro 8, de 1991 (24 anos)  |
| 33    | Chun Wing Leung                  | Predefinição:FlagUCITrack | madison omnium                                         | janeiro 20, de 1994 (21 anos)   |
| 34    | Lok Chun Wu                      | Predefinição:FlagUCITrack | 1 km time trial                                        | julho 18, de 1993 (21 anos)     |
| 37    | Martyn Irvine                    | Predefinição:FlagUCITrack | scratch omnium                                         | junho 6, de 1985 (29 anos)      |
| 251   | Eoin Mullen                      | Predefinição:FlagUCITrack | sprint                                                 | agosto 6, de 1993 (21 anos)     |
| 252   | Ryan Mullen                      | Predefinição:FlagUCITrack | individual pursuit                                     | agosto 7, de 1994 (20 anos)     |
| 83    | Liam Bertazzo                    | Predefinição:FlagUCITrack | individual pursuit team pursuit points race madison    | fevereiro 17, de 1992 (23 anos) |
| 257   | Alex Buttazzoni                  | Predefinição:FlagUCITrack | scratch                                                | março 11, de 1985 (29 anos)     |
| 258   | Francesco Ceci                   | Predefinição:FlagUCITrack | 1 km time trial keirin                                 | dezembro 18, de 1989 (25 anos)  |
| 84    | Marco Coledan                    | Predefinição:FlagUCITrack | individual pursuit team pursuit madison                | agosto 22, de 1988 (26 anos)    |
| 39    | Simone Consonni                  | Predefinição:FlagUCITrack | team pursuit                                           | setembro 12, de 1994 (20 anos)  |
| 259   | Michele Scartezzini              | Predefinição:FlagUCITrack |                                                        | janeiro 10, de 1992 (23 anos)   |
| 40    | Elia Viviani                     | Predefinição:FlagUCITrack | team pursuit madison omnium                            | fevereiro 7, de 1989 (26 anos)  |
| 264   | Kazuki Amagai                    | Predefinição:FlagUCITrack | team sprint                                            | janeiro 14, de 1990 (25 anos)   |
| 265   | Tomoyuki Kawabata                | Predefinição:FlagUCITrack | sprint                                                 | fevereiro 7, de 1985 (30 anos)  |
| 87    | Kazushige Kuboki                 | Predefinição:FlagUCITrack | points race                                            | junho 6, de 1989 (25 anos)      |
| 266   | Seiichiro Nakagawa               | Predefinição:FlagUCITrack | sprint team sprint                                     | junho 7, de 1979 (35 anos)      |
| 267   | Kazunari Watanabe                | Predefinição:FlagUCITrack | sprint team sprint keirin                              | agosto 12, de 1983 (31 anos)    |
| 273   | Chaebin Im                       | Predefinição:FlagUCITrack | 1 km time trial team sprint                            | outubro 29, de 1991 (23 anos)   |
| 274   | Dong Jin Kang                    | Predefinição:FlagUCITrack | team sprint                                            | dezembro 23, de 1987 (27 anos)  |
| 275   | Jeyong Son                       | Predefinição:FlagUCITrack | team sprint                                            | janeiro 12, de 1994 (21 anos)   |
| 280   | Azizulhasni Awang                | Predefinição:FlagUCITrack | keirin                                                 | janeiro 5, de 1988 (27 anos)    |
| 281   | Josiah Ng Onn Lam                | Predefinição:FlagUCITrack | keirin                                                 | fevereiro 2, de 1980 (35 anos)  |
| 285   | Dion Beukeboom                   | Predefinição:FlagUCITrack | team pursuit                                           | fevereiro 2, de 1989 (26 anos)  |
| 286   | Matthijs Buchli                  | Predefinição:FlagUCITrack | team sprint keirin                                     | dezembro 13, de 1992 (22 anos)  |
| 287   | Roy Eefting                      | Predefinição:FlagUCITrack | keirin team pursuit                                    | setembro 4, de 1989 (25 anos)   |
| 288   | Hugo Haak                        | Predefinição:FlagUCITrack | sprint 1 km time trial team sprint                     | outubro 29, de 1991 (23 anos)   |
| 289   | Jeffrey Hoogland                 | Predefinição:FlagUCITrack | sprint team sprint                                     | março 16, de 1993 (21 anos)     |
| 92    | Roy Pieters                      | Predefinição:FlagUCITrack | team pursuit                                           | junho 12, de 1989 (25 anos)     |
| 93    | Wim Stroetinga                   | Predefinição:FlagUCITrack | team pursuit points race                               | maio 23, de 1985 (29 anos)      |
| 290   | Nils Van 'T Hoenderdaal          | Predefinição:FlagUCITrack |                                                        | outubro 3, de 1993 (21 anos)    |
| 44    | Tim Veldt                        | Predefinição:FlagUCITrack | scratch team pursuit omnium                            | fevereiro 14, de 1984 (31 anos) |
| 294   | Matthew Archibald                | Predefinição:FlagUCITrack | 1 km time trial                                        | maio 20, de 1986 (28 anos)      |
| 94    | Pieter Bulling                   | Predefinição:FlagUCITrack | team pursuit madison                                   | março 2, de 1993 (21 anos)      |
| 295   | Edward Dawkins                   | Predefinição:FlagUCITrack | sprint team sprint keirin                              | julho 11, de 1989 (25 anos)     |
| 296   | Alex Frame                       | Predefinição:FlagUCITrack | team pursuit madison                                   | junho 18, de 1993 (21 anos)     |
| 46    | Aaron Gate                       | Predefinição:FlagUCITrack | madison omnium                                         | novembro 26, de 1990 (24 anos)  |
| 95    | Regan Gough                      | Predefinição:FlagUCITrack | scratch team pursuit points race madison               | outubro 6, de 1996 (18 anos)    |
| 96    | Dylan Kennett                    | Predefinição:FlagUCITrack | individual pursuit team pursuit                        | dezembro 8, de 1994 (20 anos)   |
| 297   | Ethan Mitchell                   | Predefinição:FlagUCITrack | team sprint                                            | fevereiro 19, de 1991 (23 anos) |
| 298   | Marc Ryan                        | Predefinição:FlagUCITrack | team pursuit                                           | outubro 14, de 1982 (32 anos)   |
| 299   | Simon Van Velthooven             | Predefinição:FlagUCITrack | 1 km time trial                                        | dezembro 8, de 1988 (26 anos)   |
| 300   | Sam Webster                      | Predefinição:FlagUCITrack | sprint team sprint keirin                              | julho 16, de 1991 (23 anos)     |
| 306   | Kamil Kuczynski                  | Predefinição:FlagUCITrack | 1 km time trial team sprint keirin                     | março 23, de 1985 (29 anos)     |
| 307   | Mateusz Lipa                     | Predefinição:FlagUCITrack | sprint                                                 | novembro 7, de 1994 (20 anos)   |
| 308   | Krzysztof Maksel                 | Predefinição:FlagUCITrack | team sprint keirin                                     | julho 4, de 1991 (23 anos)      |
| 97    | Wojciech Pszczolarski            | Predefinição:FlagUCITrack | points race                                            | abril 26, de 1991 (23 anos)     |
| 309   | Rafal Sarnecki                   | Predefinição:FlagUCITrack | team sprint                                            | janeiro 8, de 1990 (25 anos)    |
| 98    | Adrian Teklinski                 | Predefinição:FlagUCITrack | scratch                                                | novembro 3, de 1989 (25 anos)   |
| 310   | Damian Zielinski                 | Predefinição:FlagUCITrack | sprint                                                 | dezembro 2, de 1981 (33 anos)   |
| 312   | Miguel Angelo Santos Amorim      | Predefinição:FlagUCITrack |                                                        | novembro 15, de 1995 (19 anos)  |
| 313   | Rui Filipe Alves Oliveira        | Predefinição:FlagUCITrack | scratch                                                | setembro 5, de 1996 (18 anos)   |
| 314   | Eugene Soule                     | Predefinição:FlagUCITrack | 1 km time trial                                        | maio 30, de 1996 (18 anos)      |
| 317   | Denis Dmitriev                   | Predefinição:FlagUCITrack | sprint team sprint keirin                              | março 23, de 1986 (28 anos)     |
| 101   | Artur Ershov                     | Predefinição:FlagUCITrack | team pursuit points race madison                       | março 7, de 1990 (24 anos)      |
| 318   | Alexander Evtushenko             | Predefinição:FlagUCITrack | individual pursuit team pursuit                        | junho 30, de 1993 (21 anos)     |
| 319   | Ivan Kovalev                     | Predefinição:FlagUCITrack | scratch                                                | julho 26, de 1986 (28 anos)     |
| 320   | Alexey Kurbatov                  | Predefinição:FlagUCITrack | team pursuit                                           | maio 9, de 1994 (20 anos)       |
| 51    | Viktor Manakov                   | Predefinição:FlagUCITrack | omnium                                                 | junho 9, de 1992 (22 anos)      |
| 321   | Alexander Serov                  | Predefinição:FlagUCITrack | individual pursuit team pursuit                        | novembro 12, de 1982 (32 anos)  |
| 322   | Nikita Shurshin                  | Predefinição:FlagUCITrack | sprint team sprint keirin                              | abril 8, de 1993 (21 anos)      |
| 102   | Kirill Sveshnikov                | Predefinição:FlagUCITrack | madison                                                | fevereiro 10, de 1992 (23 anos) |
| 323   | Pavel Yakushevskiy               | Predefinição:FlagUCITrack | team sprint                                            | setembro 24, de 1987 (27 anos)  |
| 53    | Olivier Beer                     | Predefinição:FlagUCITrack | team pursuit                                           | outubro 18, de 1990 (24 anos)   |
| 332   | Tom Bohli                        | Predefinição:FlagUCITrack | individual pursuit team pursuit                        | janeiro 17, de 1994 (21 anos)   |
| 333   | Stefan Kueng                     | Predefinição:FlagUCITrack | individual pursuit team pursuit madison                | novembro 16, de 1993 (21 anos)  |
| 334   | Frank Pasche                     | Predefinição:FlagUCITrack | team pursuit                                           | março 19, de 1993 (21 anos)     |
| 335   | Thery Schir                      | Predefinição:FlagUCITrack | team pursuit                                           | fevereiro 18, de 1993 (22 anos) |
| 54    | Gaël Suter                       | Predefinição:FlagUCITrack | omnium                                                 | março 23, de 1992 (22 anos)     |
| 105   | Cyrille Thiery                   | Predefinição:FlagUCITrack | scratch points race                                    | setembro 27, de 1990 (24 anos)  |
| 336   | Volodymyr Dzhus                  | Predefinição:FlagUCITrack | individual pursuit                                     | junho 23, de 1993 (21 anos)     |
| 337   | Roman Gladysh                    | Predefinição:FlagUCITrack | scratch madison                                        | outubro 12, de 1995 (19 anos)   |
| 107   | Vitaliy Hryniv                   | Predefinição:FlagUCITrack | points race madison                                    | abril 5, de 1995 (19 anos)      |
| 338   | Vladyslav Kreminskyi             | Predefinição:FlagUCITrack | madison                                                | março 2, de 1995 (19 anos)      |
| 342   | Matthew Baranoski                | Predefinição:FlagUCITrack | keirin                                                 | julho 27, de 1993 (21 anos)     |
| 55    | Jacob Duehring                   | Predefinição:FlagUCITrack | omnium                                                 | agosto 8, de 1985 (29 anos)     |
| 56    | Bobby Lea                        | Predefinição:FlagUCITrack | scratch individual pursuit                             | outubro 17, de 1983 (31 anos)   |
| 109   | Nicholas Rogers                  | Predefinição:FlagUCITrack | points race                                            | julho 12, de 1987 (27 anos)     |
| 59    | Timur Gumerov                    | Predefinição:FlagUCITrack | omnium                                                 | março 26, de 1992 (22 anos)     |
| 347   | Hersony Canelon                  | Predefinição:FlagUCITrack | sprint team sprint                                     | dezembro 8, de 1988 (26 anos)   |
| 348   | Cesar Marcano                    | Predefinição:FlagUCITrack | team sprint                                            | outubro 22, de 1987 (27 anos)   |
| 349   | Angel Pulgar                     | Predefinição:FlagUCITrack | sprint team sprint                                     | fevereiro 7, de 1989 (26 anos)  |

## Women
| Bib | Cyclist                        | Representing              | Event(s)                                            | Date of birth (age)             |
| --- | ------------------------------ | ------------------------- | --------------------------------------------------- | ------------------------------- |
| 127 | Ashlee Ankudinoff              | Predefinição:FlagUCITrack | scratch team pursuit                                | agosto 20, de 1990 (24 anos)    |
| 128 | Amy Cure                       | Predefinição:FlagUCITrack | scratch individual pursuit team pursuit             | dezembro 31, de 1992 (22 anos)  |
| 3   | Annette Edmondson              | Predefinição:FlagUCITrack | team pursuit omnium                                 | dezembro 12, de 1991 (23 anos)  |
| 129 | Melissa Hoskins                | Predefinição:FlagUCITrack | team pursuit                                        | fevereiro 24, de 1991 (23 anos) |
| 130 | Kaarle McCulloch               | Predefinição:FlagUCITrack | team sprint                                         | janeiro 20, de 1988 (27 anos)   |
| 131 | Anna Meares                    | Predefinição:FlagUCITrack | sprint 500 m tie trial team sprint Keirin           | setembro 21, de 1983 (31 anos)  |
| 132 | Stephanie Morton               | Predefinição:FlagUCITrack | sprint Keirin                                       | novembro 28, de 1990 (24 anos)  |
| 133 | Rebecca Wiasak                 | Predefinição:FlagUCITrack | individual pursuit                                  | maio 24, de 1984 (30 anos)      |
| 5   | Jolien D'Hoore                 | Predefinição:FlagUCITrack | omnium                                              | março 14, de 1990 (24 anos)     |
| 63  | Kelly Druyts                   | Predefinição:FlagUCITrack | scratch points race                                 | outubro 21, de 1989 (25 anos)   |
| 6   | Lotte Kopecky                  | Predefinição:FlagUCITrack | scratch individual pursuit omnium                   | novembro 10, de 1995 (19 anos)  |
| 139 | Volha Antonava                 | Predefinição:FlagUCITrack | team pursuit                                        | fevereiro 29, de 1992 (22 anos) |
| 140 | Katsiaryna Piatrouskaya        | Predefinição:FlagUCITrack |                                                     | julho 11, de 1995 (19 anos)     |
| 141 | Polina Pivovarova              | Predefinição:FlagUCITrack | team pursuit                                        | outubro 12, de 1994 (20 anos)   |
| 66  | Ina Savenka                    | Predefinição:FlagUCITrack | team pursuit points race                            | agosto 5, de 1994 (20 anos)     |
| 8   | Tatsiana Sharakova             | Predefinição:FlagUCITrack | omnium                                              | julho 31, de 1984 (30 anos)     |
| 142 | Marina Shmayankova             | Predefinição:FlagUCITrack | scratch team pursuit                                | janeiro 15, de 1993 (22 anos)   |
| 149 | Allison Beveridge              | Predefinição:FlagUCITrack | scratch team pursuit                                | junho 1, de 1993 (21 anos)      |
| 150 | Annie Foreman-Mackey           | Predefinição:FlagUCITrack |                                                     | junho 26, de 1991 (23 anos)     |
| 151 | Jasmin Glaesser                | Predefinição:FlagUCITrack | individual pursuit team pursuit                     | julho 8, de 1992 (22 anos)      |
| 152 | Kirsti Lay                     | Predefinição:FlagUCITrack | team pursuit                                        | abril 7, de 1988 (26 anos)      |
| 153 | Kate O'Brien                   | Predefinição:FlagUCITrack | sprint 500 m tie trial team sprint Keirin           | julho 23, de 1988 (26 anos)     |
| 154 | Stephanie Roorda               | Predefinição:FlagUCITrack | scratch team pursuit                                | dezembro 3, de 1986 (28 anos)   |
| 155 | Monique Sullivan               | Predefinição:FlagUCITrack | sprint team sprint Keirin                           | fevereiro 21, de 1989 (25 anos) |
| 163 | Jinjie Gong                    | Predefinição:FlagUCITrack | team sprint                                         | novembro 12, de 1986 (28 anos)  |
| 164 | Shuang Guo                     | Predefinição:FlagUCITrack | sprint Keirin                                       | fevereiro 26, de 1986 (28 anos) |
| 165 | Dongyan Huang                  | Predefinição:FlagUCITrack | team pursuit                                        | dezembro 14, de 1993 (21 anos)  |
| 166 | Wenwen Jiang                   | Predefinição:FlagUCITrack | team pursuit                                        | novembro 23, de 1986 (28 anos)  |
| 167 | Yali Jing                      | Predefinição:FlagUCITrack | team pursuit                                        | maio 25, de 1989 (25 anos)      |
| 168 | Junhong Lin                    | Predefinição:FlagUCITrack | sprint Keirin                                       | dezembro 9, de 1990 (24 anos)   |
| 11  | Yuanyuan Tian                  | Predefinição:FlagUCITrack | omnium                                              | julho 3, de 1992 (22 anos)      |
| 169 | Baofang Zhao                   | Predefinição:FlagUCITrack | team pursuit                                        | agosto 12, de 1993 (21 anos)    |
| 170 | Tianshi Zhong                  | Predefinição:FlagUCITrack | sprint team sprint Keirin                           | fevereiro 2, de 1991 (24 anos)  |
| 178 | Martha Bayona                  | Predefinição:FlagUCITrack | 500 m tie trial team sprint                         | agosto 12, de 1995 (19 anos)    |
| 68  | Maria Luisa Calle Williams     | Predefinição:FlagUCITrack | individual pursuit points race                      | outubro 3, de 1968 (46 anos)    |
| 179 | Diana Maria Garcia Orrego      | Predefinição:FlagUCITrack | sprint Keirin                                       | março 17, de 1982 (32 anos)     |
| 180 | Juliana Gaviria                | Predefinição:FlagUCITrack | sprint 500 m tie trial team sprint                  | março 31, de 1991 (23 anos)     |
| 181 | Jannie Milena Salcedo Zambrano | Predefinição:FlagUCITrack | scratch                                             | maio 14, de 1988 (26 anos)      |
| 182 | Yudelmis Dominguez Masague     | Predefinição:FlagUCITrack | team pursuit                                        | janeiro 19, de 1985 (30 anos)   |
| 183 | Yoanka Gonzalez Perez          | Predefinição:FlagUCITrack | team pursuit                                        | janeiro 9, de 1976 (39 anos)    |
| 184 | Yumari Gonzalez Valdivieso     | Predefinição:FlagUCITrack | scratch team pursuit                                | junho 13, de 1979 (35 anos)     |
| 185 | Lisandra Guerra Rodriguez      | Predefinição:FlagUCITrack | sprint 500 m tie trial Keirin                       | outubro 31, de 1987 (27 anos)   |
| 13  | Marlies Mejias Garcia          | Predefinição:FlagUCITrack | individual pursuit team pursuit omnium              | dezembro 29, de 1992 (22 anos)  |
| 69  | Arlenis Sierra Canadilla       | Predefinição:FlagUCITrack | points race                                         | dezembro 7, de 1992 (22 anos)   |
| 14  | Jarmila Machacova              | Predefinição:FlagUCITrack | scratch points race omnium                          | janeiro 9, de 1986 (29 anos)    |
| 15  | Lucie Zaleska                  | Predefinição:FlagUCITrack | omnium                                              | julho 7, de 1991 (23 anos)      |
| 18  | Amalie Dideriksen              | Predefinição:FlagUCITrack | omnium                                              | maio 24, de 1996 (18 anos)      |
| 200 | Tania Calvo Barbero            | Predefinição:FlagUCITrack | sprint 500 m tie trial team sprint Keirin           | junho 26, de 1992 (22 anos)     |
| 201 | Helena Casas Roige             | Predefinição:FlagUCITrack | sprint team sprint                                  | julho 24, de 1988 (26 anos)     |
| 202 | Sheyla Gutierrez Ruiz          | Predefinição:FlagUCITrack | scratch                                             | janeiro 1, de 1994 (21 anos)    |
| 20  | Leire Olaberria Dorronsoro     | Predefinição:FlagUCITrack | points race omnium                                  | fevereiro 17, de 1977 (38 anos) |
| 203 | Gloria Rodriguez Sanchez       | Predefinição:FlagUCITrack | individual pursuit                                  | março 6, de 1992 (22 anos)      |
| 204 | Sara Ferrara                   | Predefinição:FlagUCITrack | scratch                                             | julho 24, de 1995 (19 anos)     |
| 23  | Laurie Berthon                 | Predefinição:FlagUCITrack | omnium                                              | agosto 26, de 1991 (23 anos)    |
| 214 | Sandie Clair                   | Predefinição:FlagUCITrack | sprint 500 m tie trial team sprint Keirin           | abril 1, de 1988 (26 anos)      |
| 215 | Virginie Cueff                 | Predefinição:FlagUCITrack | sprint 500 m tie trial                              | junho 18, de 1988 (26 anos)     |
| 75  | Elise Delzenne                 | Predefinição:FlagUCITrack | individual pursuit team pursuit points race         | janeiro 28, de 1989 (26 anos)   |
| 216 | Eugenie Duval                  | Predefinição:FlagUCITrack | team pursuit                                        | maio 3, de 1993 (21 anos)       |
| 217 | Pascale Jeuland                | Predefinição:FlagUCITrack | scratch individual pursuit team pursuit             | junho 2, de 1987 (27 anos)      |
| 24  | Soline Lamboley                | Predefinição:FlagUCITrack | scratch team pursuit omnium                         | outubro 11, de 1996 (18 anos)   |
| 218 | Olivia Montauban               | Predefinição:FlagUCITrack | team sprint Keirin                                  | agosto 26, de 1991 (23 anos)    |
| 27  | Katie Archibald                | Predefinição:FlagUCITrack | scratch individual pursuit team pursuit omnium      | março 12, de 1994 (20 anos)     |
| 226 | Elinor Barker                  | Predefinição:FlagUCITrack | scratch team pursuit                                | setembro 7, de 1994 (20 anos)   |
| 227 | Ciara Horne                    | Predefinição:FlagUCITrack |                                                     | setembro 17, de 1989 (25 anos)  |
| 228 | Katy Marchant                  | Predefinição:FlagUCITrack | 500 m tie trial                                     | janeiro 30, de 1993 (22 anos)   |
| 229 | Joanna Rowsell                 | Predefinição:FlagUCITrack | individual pursuit team pursuit                     | dezembro 5, de 1988 (26 anos)   |
| 28  | Laura Trott                    | Predefinição:FlagUCITrack | team pursuit omnium                                 | abril 24, de 1992 (22 anos)     |
| 230 | Jessica Varnish                | Predefinição:FlagUCITrack | sprint 500 m tie trial team sprint Keirin           | novembro 19, de 1990 (24 anos)  |
| 231 | Victoria Williamson            | Predefinição:FlagUCITrack | sprint 500 m tie trial team sprint Keirin           | setembro 15, de 1993 (21 anos)  |
| 79  | Charlotte Becker               | Predefinição:FlagUCITrack | team pursuit                                        | maio 19, de 1983 (31 anos)      |
| 31  | Anna Knauer                    | Predefinição:FlagUCITrack |                                                     | fevereiro 20, de 1995 (19 anos) |
| 242 | Mieke Kroeger                  | Predefinição:FlagUCITrack | individual pursuit team pursuit                     | julho 18, de 1993 (21 anos)     |
| 243 | Tatjana Paller                 | Predefinição:FlagUCITrack |                                                     | setembro 7, de 1995 (19 anos)   |
| 80  | Stephanie Pohl                 | Predefinição:FlagUCITrack | scratch individual pursuit team pursuit points race | outubro 21, de 1987 (27 anos)   |
| 244 | Gudrun Stock                   | Predefinição:FlagUCITrack | scratch team pursuit                                | maio 23, de 1995 (19 anos)      |
| 245 | Kristina Vogel                 | Predefinição:FlagUCITrack | sprint team sprint Keirin                           | novembro 10, de 1990 (24 anos)  |
| 246 | Miriam Welte                   | Predefinição:FlagUCITrack | sprint 500 m tie trial team sprint Keirin           | dezembro 9, de 1986 (28 anos)   |
| 35  | Xiao Juan Diao                 | Predefinição:FlagUCITrack | team sprint omnium                                  | março 15, de 1986 (28 anos)     |
| 248 | Wai Sze Lee                    | Predefinição:FlagUCITrack | sprint 500 m tie trial Keirin                       | maio 12, de 1987 (27 anos)      |
| 249 | Bo Yee Leung                   | Predefinição:FlagUCITrack | team pursuit                                        | novembro 21, de 1993 (21 anos)  |
| 250 | Zhao Juan Meng                 | Predefinição:FlagUCITrack | team sprint team pursuit                            | dezembro 14, de 1989 (25 anos)  |
| 36  | Yao Pang                       | Predefinição:FlagUCITrack | scratch individual pursuit team pursuit omnium      | maio 27, de 1995 (19 anos)      |
| 82  | Qianyu Yang                    | Predefinição:FlagUCITrack | scratch team pursuit                                | março 7, de 1993 (21 anos)      |
| 253 | Lydia Boylan                   | Predefinição:FlagUCITrack | team pursuit                                        | julho 19, de 1987 (27 anos)     |
| 254 | Lauren Creamer                 | Predefinição:FlagUCITrack | team pursuit                                        | janeiro 20, de 1992 (23 anos)   |
| 255 | Josie Knight                   | Predefinição:FlagUCITrack | team pursuit                                        | março 29, de 1997 (17 anos)     |
| 38  | Caroline Ryan                  | Predefinição:FlagUCITrack | scratch team pursuit omnium                         | outubro 10, de 1979 (35 anos)   |
| 256 | Melanie Spaeth                 | Predefinição:FlagUCITrack |                                                     | junho 16, de 1981 (33 anos)     |
| 260 | Beatrice Bartelloni            | Predefinição:FlagUCITrack | individual pursuit team pursuit                     | fevereiro 5, de 1993 (22 anos)  |
| 85  | Giorgia Bronzini               | Predefinição:FlagUCITrack | points race                                         | agosto 3, de 1983 (31 anos)     |
| 86  | Maria Giulia Confalonieri      | Predefinição:FlagUCITrack | scratch                                             | março 30, de 1993 (21 anos)     |
| 41  | Annalisa Cucinotta             | Predefinição:FlagUCITrack | scratch omnium                                      | março 4, de 1986 (28 anos)      |
| 42  | Simona Frapporti               | Predefinição:FlagUCITrack | team pursuit omnium                                 | julho 14, de 1988 (26 anos)     |
| 261 | Tatiana Guderzo                | Predefinição:FlagUCITrack | team pursuit                                        | agosto 22, de 1984 (30 anos)    |
| 262 | Francesca Pattaro              | Predefinição:FlagUCITrack |                                                     | março 12, de 1995 (19 anos)     |
| 263 | Silvia Valsecchi               | Predefinição:FlagUCITrack | individual pursuit team pursuit                     | julho 19, de 1982 (32 anos)     |
| 268 | Takako Ishii                   | Predefinição:FlagUCITrack | sprint team sprint                                  | fevereiro 17, de 1990 (25 anos) |
| 269 | Kanako Kase                    | Predefinição:FlagUCITrack | Keirin team pursuit                                 | maio 31, de 1980 (34 anos)      |
| 270 | Yoko Kojima                    | Predefinição:FlagUCITrack | team pursuit                                        | setembro 17, de 1991 (23 anos)  |
| 271 | Kayono Maeda                   | Predefinição:FlagUCITrack | sprint team sprint                                  | janeiro 13, de 1991 (24 anos)   |
| 272 | Kisato Nakamura                | Predefinição:FlagUCITrack |                                                     | janeiro 7, de 1993 (22 anos)    |
| 88  | Sakura Tsukagoshi              | Predefinição:FlagUCITrack | team pursuit                                        | abril 13, de 1991 (23 anos)     |
| 89  | Minami Uwano                   | Predefinição:FlagUCITrack | team pursuit points race                            | maio 18, de 1991 (23 anos)      |
| 276 | Hyejin Lee                     | Predefinição:FlagUCITrack | Keirin                                              | janeiro 23, de 1992 (23 anos)   |
| 277 | Gintaré Gaivenyte              | Predefinição:FlagUCITrack | sprint                                              | abril 23, de 1986 (28 anos)     |
| 278 | Simona Krupeckaite             | Predefinição:FlagUCITrack | sprint Keirin                                       | dezembro 13, de 1982 (32 anos)  |
| 279 | Edita Mazureviciute            | Predefinição:FlagUCITrack | individual pursuit                                  | fevereiro 10, de 1996 (19 anos) |
| 43  | Ausrine Trebaite               | Predefinição:FlagUCITrack | omnium                                              | outubro 18, de 1988 (26 anos)   |
| 282 | Fatehah Mustapa                | Predefinição:FlagUCITrack | sprint Keirin                                       | março 12, de 1989 (25 anos)     |
| 90  | Sofia Arreola Navarro          | Predefinição:FlagUCITrack | points race                                         | abril 22, de 1991 (23 anos)     |
| 283 | Frany Maria Fong Echevarria    | Predefinição:FlagUCITrack | 500 m tie trial team sprint                         | agosto 28, de 1992 (22 anos)    |
| 284 | Luz Daniela Gaxiola Gonzalez   | Predefinição:FlagUCITrack | sprint 500 m tie trial team sprint                  | novembro 25, de 1992 (22 anos)  |
| 91  | Lizbeth Yaraly Salazar Vazquez | Predefinição:FlagUCITrack | scratch                                             | dezembro 8, de 1996 (18 anos)   |
| 291 | Shanne Braspennincx            | Predefinição:FlagUCITrack | team sprint Keirin                                  | maio 18, de 1991 (23 anos)      |
| 292 | Elis Ligtlee                   | Predefinição:FlagUCITrack | sprint 500 m tie trial team sprint Keirin           | junho 28, de 1994 (20 anos)     |
| 293 | Yesna Rijkhoff                 | Predefinição:FlagUCITrack | sprint                                              | maio 9, de 1992 (22 anos)       |
| 45  | Kirsten Wild                   | Predefinição:FlagUCITrack | scratch points race omnium                          | outubro 15, de 1982 (32 anos)   |
| 301 | Rushlee Buchanan               | Predefinição:FlagUCITrack | scratch individual pursuit team pursuit             | janeiro 20, de 1988 (27 anos)   |
| 47  | Lauren Ellis                   | Predefinição:FlagUCITrack | scratch individual pursuit team pursuit omnium      | abril 19, de 1989 (25 anos)     |
| 302 | Stephanie Mckenzie             | Predefinição:FlagUCITrack | sprint 500 m tie trial team sprint                  | fevereiro 15, de 1993 (22 anos) |
| 303 | Jaime Nielsen                  | Predefinição:FlagUCITrack | individual pursuit team pursuit                     | setembro 3, de 1985 (29 anos)   |
| 304 | Katie Schofield                | Predefinição:FlagUCITrack | 500 m tie trial team sprint                         | março 25, de 1984 (30 anos)     |
| 48  | Racquel Olivia Sheath          | Predefinição:FlagUCITrack | omnium                                              | novembro 27, de 1994 (20 anos)  |
| 305 | Georgia Amy Williams           | Predefinição:FlagUCITrack | scratch individual pursuit team pursuit             | agosto 25, de 1993 (21 anos)    |
| 99  | Eugenia Bujak                  | Predefinição:FlagUCITrack | individual pursuit team pursuit                     | junho 25, de 1989 (25 anos)     |
| 311 | Edyta Jasinska                 | Predefinição:FlagUCITrack | individual pursuit                                  | novembro 28, de 1986 (28 anos)  |
| 49  | Katarzyna Pawlowska            | Predefinição:FlagUCITrack | scratch team pursuit points race omnium             | agosto 16, de 1989 (25 anos)    |
| 100 | Natalia Rutkowska              | Predefinição:FlagUCITrack | scratch team pursuit                                | janeiro 21, de 1991 (24 anos)   |
| 50  | Malgorzata Wojtyra             | Predefinição:FlagUCITrack | team pursuit omnium                                 | setembro 21, de 1989 (25 anos)  |
| 315 | Maroesjka Matthee              | Predefinição:FlagUCITrack | scratch individual pursuit                          | janeiro 10, de 1989 (26 anos)   |
| 316 | Annerine Wenhold               | Predefinição:FlagUCITrack | 500 m tie trial                                     | setembro 26, de 1973 (41 anos)  |
| 103 | Gulnaz Badykova                | Predefinição:FlagUCITrack | team pursuit                                        | abril 21, de 1994 (20 anos)     |
| 52  | Tamara Balabolina              | Predefinição:FlagUCITrack | team pursuit omnium                                 | agosto 13, de 1993 (21 anos)    |
| 324 | Elena Brejniva                 | Predefinição:FlagUCITrack | 500 m tie trial Keirin                              | janeiro 4, de 1990 (25 anos)    |
| 325 | Anastasia Chulkova             | Predefinição:FlagUCITrack | scratch team pursuit                                | março 7, de 1985 (29 anos)      |
| 326 | Ekaterina Gnidenko             | Predefinição:FlagUCITrack | Keirin                                              | dezembro 11, de 1992 (22 anos)  |
| 327 | Olga Hudenko                   | Predefinição:FlagUCITrack | sprint                                              | agosto 19, de 1991 (23 anos)    |
| 328 | Irina Molicheva                | Predefinição:FlagUCITrack | team pursuit                                        | novembro 12, de 1988 (26 anos)  |
| 104 | Evgeniya Romanyuta             | Predefinição:FlagUCITrack | scratch points race                                 | janeiro 22, de 1988 (27 anos)   |
| 329 | Daria Shmeleva                 | Predefinição:FlagUCITrack | 500 m tie trial team sprint                         | outubro 26, de 1994 (20 anos)   |
| 330 | Victoria Tyumneva              | Predefinição:FlagUCITrack | sprint                                              | fevereiro 6, de 1990 (25 anos)  |
| 331 | Anastasia Voynova              | Predefinição:FlagUCITrack | sprint 500 m tie trial team sprint Keirin           | fevereiro 5, de 1993 (22 anos)  |
| 106 | Alzbeta Pavlendova             | Predefinição:FlagUCITrack | scratch points race                                 | fevereiro 6, de 1990 (25 anos)  |
| 108 | Tetyana Klimchenko             | Predefinição:FlagUCITrack | scratch points race                                 | maio 8, de 1994 (20 anos)       |
| 339 | Inna Metalnykova               | Predefinição:FlagUCITrack | individual pursuit                                  | setembro 13, de 1991 (23 anos)  |
| 340 | Olena Starikova                | Predefinição:FlagUCITrack | team sprint                                         | abril 22, de 1996 (18 anos)     |
| 341 | Olena Tsyos                    | Predefinição:FlagUCITrack | 500 m tie trial team sprint                         | maio 9, de 1990 (24 anos)       |
| 343 | Melissa Erickson               | Predefinição:FlagUCITrack | sprint Keirin                                       | maio 9, de 1990 (24 anos)       |
| 110 | Kimberly Geist                 | Predefinição:FlagUCITrack | scratch individual pursuit points race              | abril 29, de 1987 (27 anos)     |
| 57  | Sarah Hammer                   | Predefinição:FlagUCITrack | individual pursuit team pursuit omnium              | agosto 18, de 1983 (31 anos)    |
| 344 | Carmen Small                   | Predefinição:FlagUCITrack |                                                     | abril 20, de 1980 (34 anos)     |
| 345 | Lauren Tamayo                  | Predefinição:FlagUCITrack | team pursuit                                        | outubro 25, de 1983 (31 anos)   |
| 58  | Jennifer Valente               | Predefinição:FlagUCITrack | individual pursuit team pursuit omnium              | dezembro 24, de 1994 (20 anos)  |
| 346 | Ruth Winder                    | Predefinição:FlagUCITrack | team pursuit                                        | julho 9, de 1993 (21 anos)      |
| 350 | Mariaesthela Vilera            | Predefinição:FlagUCITrack | 500 m tie trial                                     | dezembro 26, de 1988 (26 anos)  |